# Natalici

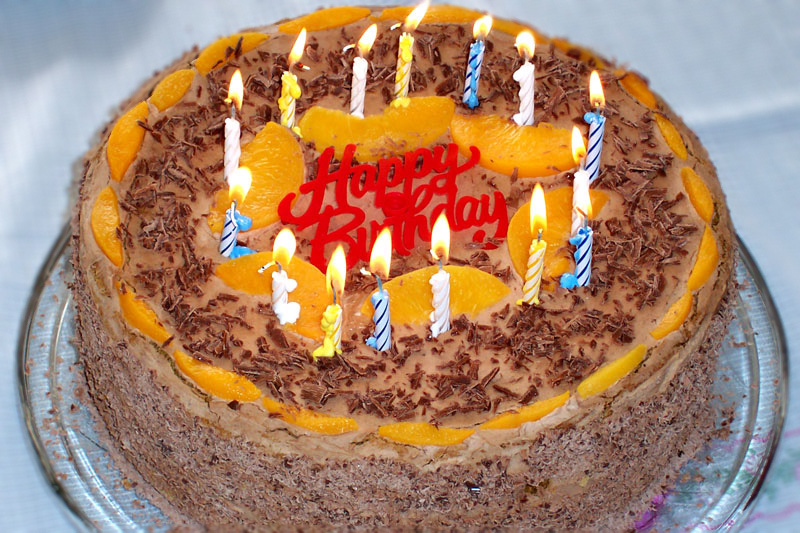
Pastís d'aniversari per festejar els 15 anys amb 15 espelmes, una per any.

El natalici és el dia del aniversari del naixement o del seu aniversari. El terme aniversari s'utilitza per designar el dia en què hom commemora un fet o esdeveniment digne de record. Generalment s'utilitza per rememorar anualment el naixement d'una persona.
En nombroses cultures, com la nostra, els natalicis s'acompanyen d'una festa i, en alguns casos, d'un ritus de pas i l'aniversari se celebra amb un pastís fet expressament. Pot ser decorat amb lletres i l'edat de la persona o amb el mateix nombre d'espelmes il·luminades que l'edat de l'individu. La persona que celebra l'aniversari pot fer un desig silenciós i intentar apagar les espelmes en un única bufada; si té èxit, la superstició diu que el desig li serà concedit. En moltes cultures, el desig s'ha de mantenir en secret o no "es farà realitat". Acostuma a haver-hi regals lliurats per amics i parents. Altres activitats d'aniversari poden incloure entreteniment (de vegades per un professional contractat, és a dir, un pallasso, mag o músic), i un brindis especial o un discurs per part de qui celebra l'aniversari.

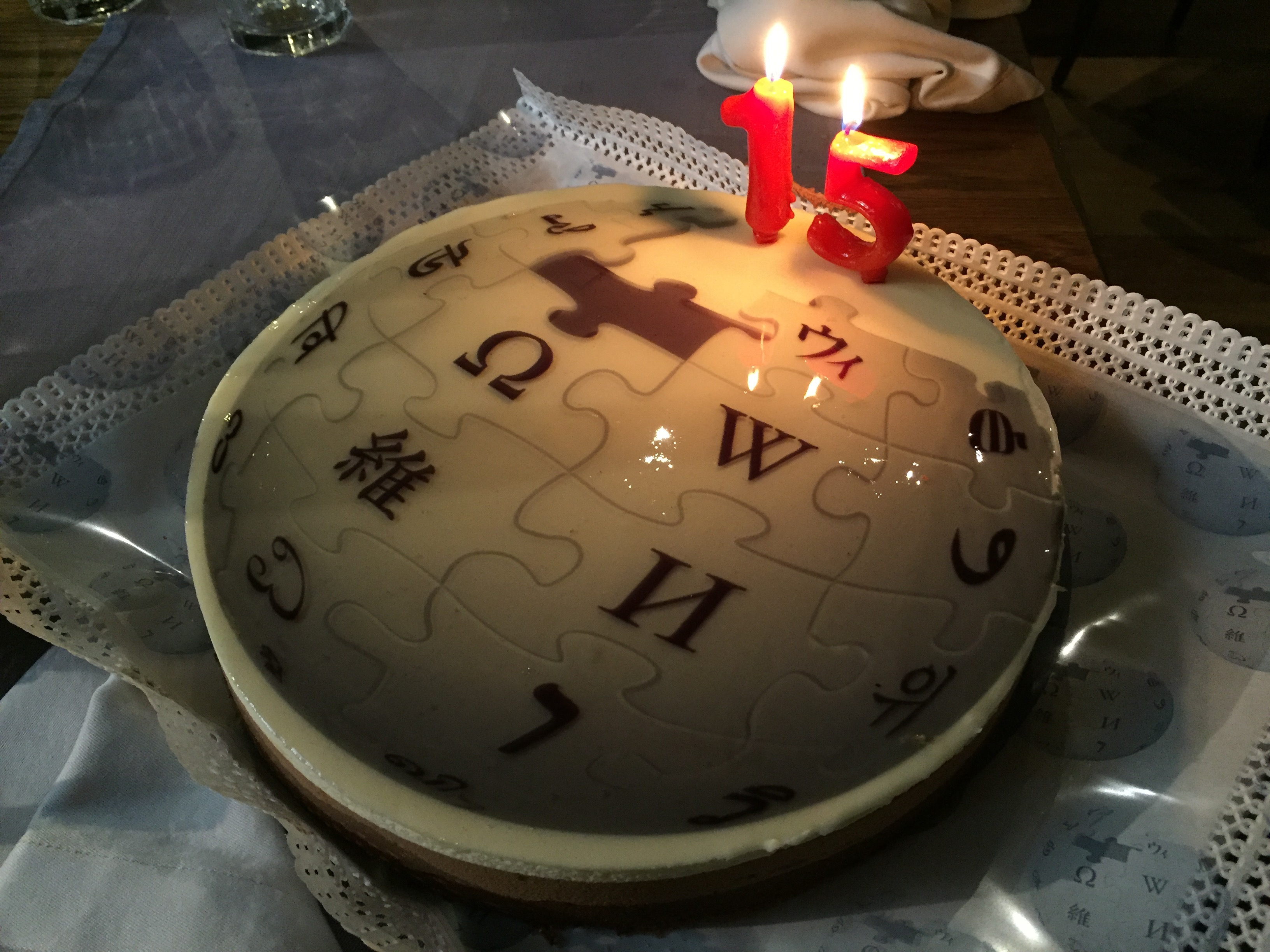
Celebració del quinzè aniversari de la Viquipèdia en català (2016)

A Catalunya, el Club Super 3 felicita per llur aniversari cada dia tots els nens i nenes que fan anys.
Per molts anys és una cançó popular que s'entona en les celebracions d'aniversari. És la versió catalana del Happy Birthday to You, que segons el Llibre Guinness dels Rècords és la cançó més popular en llengua anglesa, que ha estat traduïda a molts idiomes.

## Dia del Sant
En alguns països històricament catòlics i en els ortodoxos orientals és comú tenir un dia del Sant, mentre que les esglésies protestants, en general, no els veneren, els sants. Amb tot, però, ja no hi ha cap connexió explícita al cristianisme catòlic. Se celebra de la mateixa manera que un aniversari i consisteix en la celebració d'un dia de l'any que s'associa amb el nom d'un donat i amb un sant del santoral. La diferència és que amb noms comuns (Joan, Maria, Montserrat o Jordi, per exemple, del santoral propi) es pot recordar fàcilment la data del Sant.

## L'aniversari en un any de traspàs
En el calendari gregorià, el febrer en un any de traspàs té 29 dies en lloc dels 28 habituals, de manera que l'any dura 366 dies en lloc dels 365 habituals. Un any de traspàs o any bixest (es pronuncia com clixé o guixer) és un any civil que té un dia més que els anys comuns, és a dir, té 366 dies. El dia de més s'afegeix al final del mes que era el darrer del calendari romà: el febrer, així en passa a tenir 29. Aquesta anomalia del calendari s’explica pel fet que la Terra no tarda 365 dies a fer la volta al Sol, sinó que hi triga 365 dies, 5 hores, 48 minuts i 46 segons. Aquestes cinc hores i escaig s’arrodoneixen a 6, s’acumulen i cada quatre anys se sumen al calendari, de manera que formen un nou dia de 24 hores.
A efectes pràctics, aquelles persones nascudes un 29 de febrer, només ho celebren a la data exacta un de cada quatre anys. La resta d'anys ho solen celebrar el 28 de febrer o, en tot cas, l'1 de març. Al Registre Civil hi consta la data del 29 de febrer.

## Felicitar en català
La felicitació és un text breu que escrivim quan hi ha un esdeveniment important a la vida d’una persona o en una època concreta de l’any. En general, consta de poc text i fa servir expressions estereotipades per a cada ocasió. Seguin en Gabriel Bibiloni, en català "tenim el clàssic per molts (d’)anys, que a Mallorca s’ha reduït a un fix molts d’anys, i a Menorca a bons anys. És una simplificació de que visquis/visqueu molts d’anys o que tinguis/tingueu bons anys. A Mallorca el molts d’anys sovint es reforça amb molts d’anys i bons. Aquestes fórmules es fan servir per a felicitar en aniversaris i onomàstiques i també en les grans festes anuals, especialment les de Nadal". En canvi, s'empra Enhorabona! per felicitar l’assoliment d’una fita o un repte personal, un naixement, un casament i qualsevol cosa que mereixi celebració per la trajectòria vital, acadèmica o laboral, quan algú rep un premi o reconeixement… I, finalment, l’adjectiu feliç quedaria reservat per als bons desitjos en dates que no són gaire celebrades i també per a l’any nou; com per exemple feliç dia de la mare o feliç any nou… En resum: "Encara que algun diccionari reculli aquesta paraula en plural (felicitats / moltes felicitats) com a forma de felicitació, calcant el castellà, no és la manera de felicitar en català, sinó que s'ha de dir per molts anys o enhorabona, segons l'ocasió: la primera fórmula es fa servir per a felicitar pel sant o el natalici; la segona, per un casament, un premi, un bon esdeveniment, etc."

## Per religió
La celebració de natalicis no és un fet universal.

### El judaisme
En el judaisme, els rabins estan dividits en aquest costum tot i que és acceptat per la majoria dels fidels. A la Torà l'única menció que es fa de l'aniversari és el del faraó a Egipte, tal com es registra en el primer llibre de la Bíblia, el Gènesi 40:20.

### El cristianisme
En el món grecoromà, el natalici significava celebrar la festa de cadascun dels membres de la família, de la ciutat, de l’emperador, etc. El pensador i pare de l'Església cristiana Orígenes va escriure que els cristians no només s'han d'abstenir de celebrar els seus aniversaris, sinó que haurien de mirar-los amb fàstic com un costum pagà. Amb tot, en la primera tradició cristiana, el dia del martiri dels Sants era considerat com el naixement de la vida veritable. De fet, Dies natalis (llatí per dia de naixement) és una expressió de la litúrgia catòlica per a designar el dia de la mort d'un màrtir.
L'Església Catòlica celebra el Sant i l'aniversari, l'Església Ortodoxa Oriental prefereix celebrar el dia del Sant i el protestantisme accepta els aniversaris com a part de la seva cultura tradicional. En canvi, els Testimonis de Jehovà consideren que aquestes festivitats són d'origen pagà i, per tant, contràries a les pràctiques cristianes.

### L'islam
L'aniversari no es reflecteix la tradició islàmica, i per això, la majoria dels musulmans s'abstenen de celebrar-lo. D'altres no s'hi oposen, sempre que no vagi acompanyada d'un comportament contrari a la tradició islàmica. Una bona part dels musulmans (i els cristians àrabs) que han emigrat als Estats Units i Europa celebren els aniversaris com a habituals especialment per als nens, mentre que altres s'hi abstenen.
A l'islam se celebra el Màwlid an-Nabí (Naixement del Profeta), festa musulmana que commemora l'aniversari del profeta Muhàmmad i que se celebra el dia 12 del mes de rabí al-àwwal, tercer mes del calendari musulmà.
(aniversari del naixement de Mahoma), ja que alguns musulmans jutgen el costum com una pràctica inacceptable segons la tradició islàmica.

### El budisme
Molts monestirs celebren l'aniversari del naixement de Siddharta Gautama (Buda), generalment d'una manera formal i ritualitzada. Tracten l'estàtua de Buda com si fos el mateix Buda i com si estigués viu, banyant-lo i alimentant-lo.

### Hinduisme
Els hindús celebren el dia de l'aniversari del naixement quan el dia que correspon al mes lunar o mes solar i té el mateix asterisme (Estrella/Nakshatra) que el de la data de naixement. Els hindús consideren que la mort és més recomanada que no pas el naixement, ja que l'ésser humà és alliberat de les servituds de la societat material.

### Sikhisme
Els sikhs celebren l'aniversari del naixement de Guru Nanak Gurpurab. Les festes en la religió sikh giren al voltant dels aniversaris dels 10 Gurus Sikhs, que van ser els responsables de donar forma a les creences dels sikhs. Els seus aniversaris, coneguts com a Gurpurab (o Gurpurb), són ocasions per a la celebració i oració entre els sikhs.

## Per regions/civilitzacions

### Antiga Pèrsia
Segons Heròdot (segle V aC), a l'antiga Pèrsia, de tots els dies de l'any, el que més celebren era el del seu aniversari. Era costum que la taula fos parada amb una oferta àmplia on la gent més rica menjava només carn de vedella, cavall, camell o ase, mentre que els estaments més pobres menjaven bestiar més menut.

### Antiga Roma
Els romans celebraven amb entusiasme els aniversaris amb festes hedonistes i regals generosos.

### Xina
Tradicionalment, els aniversaris es comptaven utilitzant el calendari xinès, que varia del calendari gregorià fins a un mes cap endavant o cap enrere depenent de l'any. Celebrar l'aniversari amb aquest calendari segueix sent comú a Taiwan mentre es torna cada vegada més poc comú al continent.
Les tradicions d'aniversari xineses reflecteixen arrelat interès cultural en l'alquímia xinesa, la longevitat i els jocs de paraules o mots. A partir de l'homofonia entre 酒 ("vi d'arròs") i 久 (que significa "llarg" en el sentit del pas del temps), el vi osmanthus i altres vins d'arròs són regals tradicionals en els aniversaris. També els fideus de longevitat són un altre dels aliments tradicionals que s'hi consumeixen. Amb tot els pastissos d'aniversari d'estil occidental són cada vegada més comuns entre els xinesos urbans.

### Japó
Els japonesos van començar a celebrar els aniversaris després de la Segona Guerra Mundial per influència occidental. Les festes d'aniversari infantils són les més importants amb pastís, espelmes i cançons. Els adults normalment només ho celebren amb la seva parella.

### Corea del Nord
A Corea del Nord, el dia festiu més important del país és el Dia del Sol, l'aniversari de el naixement de Kim Il-sung, fundador i president etern de Corea del Nord. Cada any, pel 15 d'abril, és dur a terme la festa nacional més important del país i es considera l'equivalent nord-coreà al Nadal. L'aniversari de Kim Il-sung, que havia estat festa oficial des del 1968, va ser rebatejat com a Dia del Sol l'any 1997, tres anys després de la seva mort. El nom pren el seu significat del seu nom; Il-sung que en coreà vol dir "convertir-se en el Sol".
De retruc, els nord-coreans no poden celebrar els aniversaris el 8 de juliol i el 17 de desembre perquè aquestes van ser les dates de les morts de Kim Il Sung i Kim Jong Il, respectivament. Més de 100.000 nord-coreans celebren els aniversaris desplaçats el 9 de juliol i el 18 de desembre en el seu lloc per evitar aquestes dates. Una persona nascuda el 8 de juliol abans de 1994 pot canviar el seu aniversari, amb reconeixement oficial.

### Corea del Sud
A Corea del Sud es considera que el primer aniversari d'un nen és un fet transcendental i es considera que un nadó té un any. Això es deu al fet que l'1 de gener es considera l'aniversari de tots els coreans; per tant el càlcul de l'edat a l'Àsia oriental és diferent a l'occidental.

## Astrologia
Existeixen nombrosos sistemes astrològics que determinen el signe astrològic d'una persona a partir de la seva data de naixement, com el zodiacal. El signe ve determinat per l'hora i el lloc de naixement. Aquests signes astrològics pretenen deduir el caràcter de l'individu, les seves afinitats o, fins i tot, predir el seu destí.
El codi del cognom i nom en relació amb els signes del zodíac i els planetes en expressió numèrica també s'inclou a la secció d'astrologia. Cada planeta té un codi numèric i és responsable dels cicles vitals i de l'edat. Les relacions entre els planetes es poden considerar com a accions numèriques. Aquests factors són estudiats per la numerologia, que és inclosa en l'astrologia com una branca de coneixement.
En numerologia, tots els números es poden reduir a dígits d'un sol número que corresponen a certes qualitats del caràcter de la persona, sumant els números del dia de naixement, mes, any, així com tots junts (per exemple, dia més mes), tots els números de la data de naixement. A cada número se li assignen certs atributs, conceptes i imatges.
Des d'un punt de vista numerològic, el temps es mou en cicles interminablement repetits del 1 al 9. En el marc dels segles i dècades, cada nou any porta un nou número. Els dies i mesos dins de l'any també poden ser dividits en cicles.
Els principis bàsics de l'actual variant de la numerologia occidental van ser desenvolupats al segle VI a.C. pel filòsof i matemàtic grec antic Pitàgores, qui va combinar els sistemes matemàtics dels àrabs, druides, fenicis i egipcis amb les ciències de la naturalesa humana.
Pitàgores va descobrir que els quatre intervals musicals coneguts en aquell moment podien expressar-se en la proporció de les xifres de l'1 al 4. Si quatre notes poden expressar-se en xifres, pensava Pitàgores, probablement tot el que existeix també es pot expressar amb nombres.